# 孫芸芸

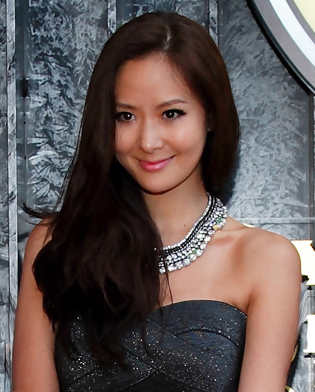
孫芸芸

孫芸芸（スン・ユンユン(（Sūn YúnYún）、エイミー・スン（Aimee Sun）、1978年5月14日 - ）は台湾の実業家、相続人、メディアパーソナリティ、ジュエリーデザイナー、セレブ裏書人、コマーシャル女優、カバーガール。
台北市内に店舗を展開しているショッピングモール、ブリーズ・センターの共同創設者でもある。いくつかのテレビCMにも出演した。